# Alzina de Pelleu
L'Alzina de Pelleu (Quercus ilex subsp. ballota) és un arbre que es troba al municipi d'Isona i Conca Dellà (el Pallars Jussà) i la carrasca més gruixuda de tot Catalunya.

## Dades descriptives
- Perímetre del tronc a 1,30 m: 5,28 m.
- Perímetre de la base del tronc: 6,61 m.[1]
- Alçada: 15 m.
- Amplada de la capçada: 21,3 m.
- Altitud sobre el nivell del mar: 550 m.

## Entorn
L'arbre es troba al límit d'una feixa de conreu de secà, en un extrem on resten vestigis de carrascar típic de muntanya mitjana, acompanyat d'exemplars dispersos de garric, savina i lligabosc. En l'estrat herbaci hi abunda ravenissa groga, margall i bufadors. Pel que fa a la fauna, hi ha llangardaixos, tudons, perdius, cucuts, cruixidells, mallerengues blaves, senglars, conills i ratolins de bosc.

## Aspecte general
Tot i ser un exemplar de carrasca molt revellit i que no gaudeix de grans condicions pluviomètriques, no s'ha conservat del tot malament. Amb tot, s'aprecien diversos punts de la capçada amb certa sequera, especialment una branca que està pràcticament morta, distintes necrosis i força presència d'artròpodes, i a la base del tronc hi ha un cau, que sembla de guineu. Es pot dir que aquest gran arbre perviu i resisteix heroicament com pot el pas dels anys.

## Observacions
És un arbre que fa d'amorriador al ramat i que ofereix un espai de trobada o repòs a la gent que a la primavera i l'estiu treballen en els camps del lloc. A la base de la soca hi ha restes de paret seca, que mostren el caràcter humanitzat i d'ús de l'arbre.

## Accés
Atès el mal estat del camí, és molt difícil accedir a l'arbre i cal arribar-hi amb un autèntic tot terreny en alguns trams en cas d'anar amb vehicle. Des de Tremp, cal prendre la carretera C-1412 en direcció a Vilamitjana i trencar a l'esquerra una mica després de passar el quilòmetre 59. Llavors, s'ha de travessar el canal de Gavet i seguir la pista pocs metres fins a girar a la dreta al primer encreuament. Aleshores s'ha de continuar per la pista que duu cap al bosc de Galliner (el qual està en molt mal estat), seguir en direcció al roc de Neret, vorejar-lo camp a través per l'esquerra fins que, després de travessar una petita pineda a la serra del Coll, trobar l'alzinar de Pelleu i aquesta gran alzina. GPS 31T 0328695 4671444.